# Caile (canción de Tito el Bambino)
«Caile» es el primer sencillo del álbum Top of the Line de Tito "El Bambino" y ha sido muy exitoso en Latinoamérica, llegando a colocarse en el primer lugar de los Billboard Hot Latin Tracks y se mantuvo en esa misma lista durante más de 20 semanas. Esta canción, contiene un Remix junto a los cantantes Daddy Yankee, Zion, Julio Voltio, y Angel Doze, dicho Remix, fue lanzado en abril de 2006, y se encuentra en la edición especial del álbum Top Of The Line, Top of the Line: El internacional. 

## Posiciones en listas
| Lista musical (2006)                          | Posición más alta |
| --------------------------------------------- | ----------------- |
| U.S. Billboard Bubbling Under Hot 100 Singles | 1                 |
| U.S. Billboard Hot Latin Songs                | 2                 |
| U.S. Billboard Latin Tropical Airplay         | 1                 |
| U.S. Billboard Latin Rhythm Airplay           | 2                 |